# Sleepy Hollow Cemetery

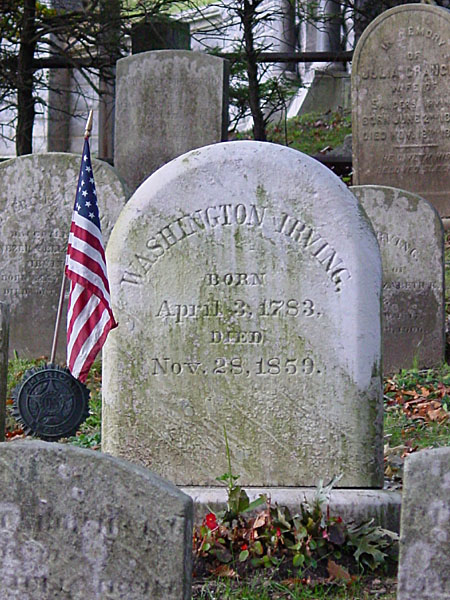
Grabmal von Washington Irving

Der Friedhof Sleepy Hollow Cemetery in Sleepy Hollow, New York, wurde durch Washington Irvings Geschichte Die Sage von der schläfrigen Schlucht (Originaltitel: The Legend of Sleepy Hollow) bekannt. Der Friedhof hat eine Größe von etwa 36 Hektar und liegt in der Nähe des traditionellen Old Dutch Burying Ground. Gegründet wurde er 1849 als Tarrytown Cemetery und zu Ehren Irvings nach dessen Tod in Sleepy Hollow Cemetery umbenannt.
Der Friedhof ist u. a. die letzte Ruhestätte folgender Persönlichkeiten:
- Elizabeth Arden (1884–1966), Gründerin des bekannten Kosmetikkonzerns
- Leo Baekeland (1863–1944), Erfinder des Bakelits
- Andrew Carnegie (1835–1919), Gründer der Carnegie Steel Company und Philanthrop
- Walter Chrysler (1875–1940), Gründer des gleichnamigen Automobilkonzerns
- Rudolf Cronau (1855–1939), deutschamerikanischer Maler, Illustrator, Journalist und Autor, Gründer der Steuben Society of America
- Washington Irving (1783–1859), Autor von The Legend of Sleepy Hollow
- George Jones (1811–1891), Gründer der New York Times
- Albert Lasker (1880–1952), US-amerikanischer Werbeunternehmer und Philanthrop
- William Rockefeller (1841–1922), Bruder von John Rockefeller und Mitbegründer der Standard Oil Company
- Carl Schurz (1829–1906), Märzrevolutionär und Innenminister der USA
- Francis Pharcellus Church (1839–1906), Verfasser des berühmten Artikels Gibt es einen Weihnachtsmann?
- Joseph Urban (1872–1933), zunächst österreichischer, später amerikanischer Architekt, Illustrator und Bühnenbildner
- Thomas J. Watson (1874–1956), Vorsitzender von IBM von 1949 bis 1956
- Harry Helmsley (1909–1997), Immobilien-Tycoon